# Radek Šírl
Radek Šírl (* 20. März 1981 in Rudná u Březové nad Svitavou) ist ein ehemaliger tschechischer Fußballspieler.

## Karriere
Radek Šírl spielte in seiner Jugend zunächst für TJ Rudná. 1995 wechselte er zum Prager Verein Admira/Slavoj, kurze Zeit darauf holte ihn Bohemians Prag.
Dort gab ihm der damalige Trainer Vlastimil Petržela in der Saison 2000/01 eine Chance in der ersten Mannschaft. Der Mittelfeldspieler überzeugte so, dass er im Sommer 2001 für 6,5 Millionen Kronen zu Sparta Prag wechselte und dort einen Fünfjahresvertrag unterschrieb. Er blieb aber in der Saison 2001/02 auf Leihbasis bei Bohemians. Die folgende Spielzeit begann er bei Sparta, wurde aber nach wenigen Wochen und nur einem Einsatz wieder an Bohemians ausgeliehen. Dort trug er mit guten Leistungen zum vierten Platz bei.
Anfang 2003 übernahm Petržela, der ein halbes Jahr zuvor Bohemians verlassen hatte, den russischen Erstligisten Zenit St. Petersburg und erinnerte sich an Šírl. Gleich die erste Saison in Russland wurde für Zenit ein großer Erfolg, die Mannschaft wurde Vizemeister und gewann den Ligapokal. In drei Jahren kam Šírl auf 66 Erstligaspiele, in denen er fünf Tore schoss. Eine besonders gute Form erreichte Šírl im Spieljahr 2006. Am 15. November 2006 debütierte er im Freundschaftsspiel gegen Dänemark für die Tschechische Nationalmannschaft.
In der Saison 2007/08 gewann er mit Zenit gegen die Glasgow Rangers den UEFA-Pokal. In Sankt Petersburg hat Šírl einen Vertrag bis Ende 2011. Im September 2010 löste Šírl seinen Vertrag bei Zenit auf und wechselte zum FK Mladá Boleslav.